# Mimemodes proximus
Mimemodes proximus es una especie de coleóptero de la familia Monotomidae.

## Distribución geográfica
Habita en Taiwán.